# دجل النشاط الإشعاعي

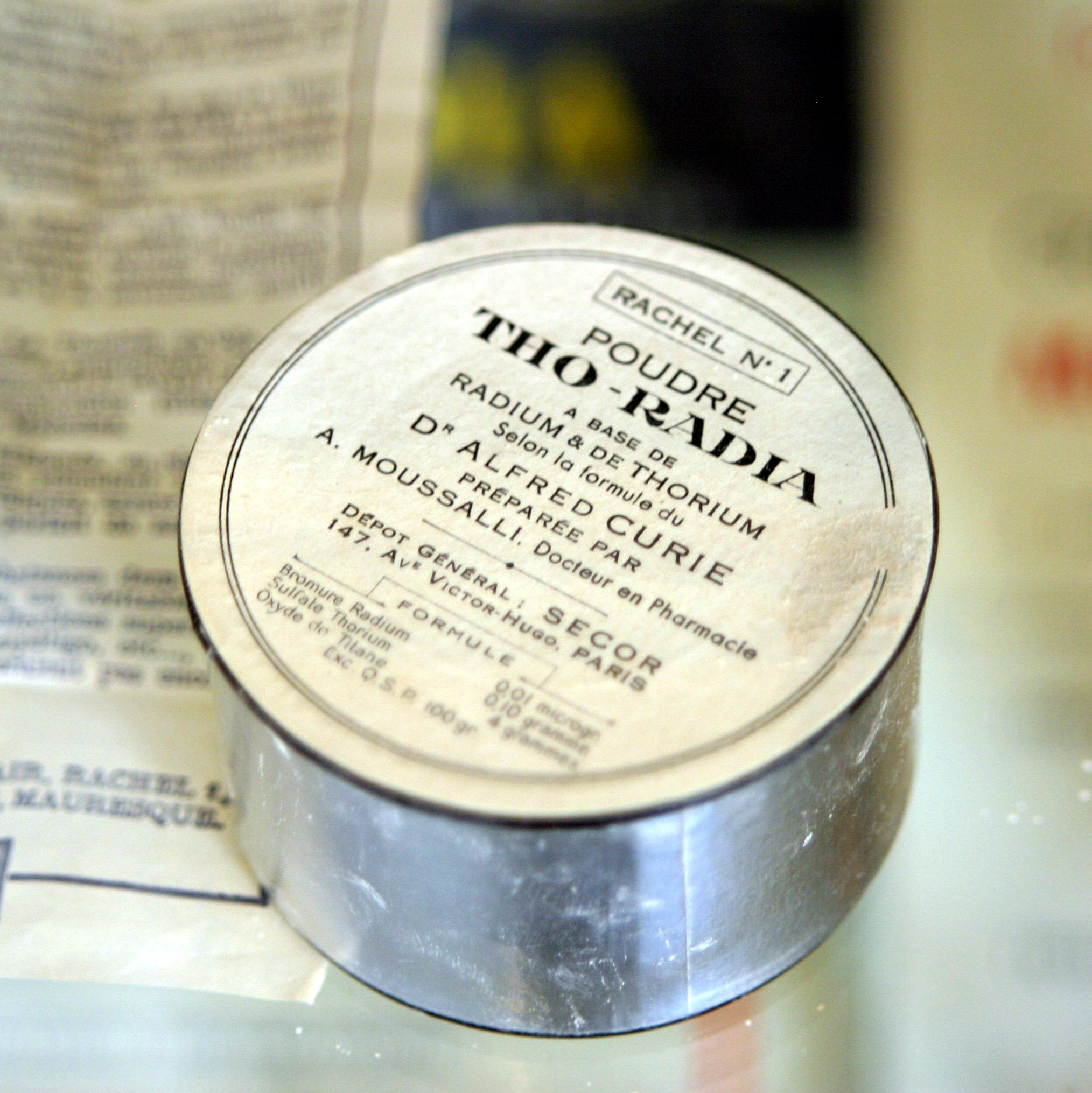
مسحوق "Tho-radia"، ويتكون أساسًا من الراديوم والثوريوم، وفقًا لصيغة الدكتور ألفريد كوري (لا علاقة تربطه مع بيار كوري وماري كوري)

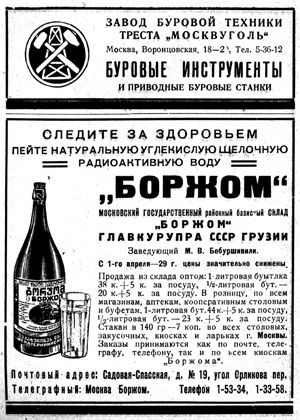
إعلان للمياه المعدنية بورجومي من عام 1929، حيث يُعلن عن الماء على أنه مشع. لا يزال الماء شائعًا حتى اليوم، ولكن توقفت الإشارة إلى الخاصية المذكورة.

دجل النشاط الإشعاعي هو دجلٌ يُروج بشكلٍ غير ملائمٍ لاستعمال النشاط الإشعاعي كعلاجٍ للأمراض، وهو يختلفُ عن العلاج بالأشعة، والذي يُعد استخدامًا علميًا سليمًا للإشعاع في تدمير الخلايا (الخلايا السرطانية عادةً)، أما الدجل فيُروج للمواد المشعّة بشكلٍ زائفٍ على أنها مفيدةٌ وتساعد في شفاء الخلايا والأنسجة. كان دجل النشاط الإشعاعي شائعًا خلال أوائل القرن العشرين؛ وذلك بعد اكتشاف اضمحلال النشاط الإشعاعي عام 1896. تراجعت ممارسة هذا الدجل بشكلٍ كبيرٍ، ولكن لا يزال البعض يمارسها بنشاطٍ حتى اليوم.

## أمثلة مشهورة
- راديثور [الإنجليزية]، هو محلولٌ من أملاح الراديوم، ادعى مُطوره ويليام جون بيلي [الإنجليزية] أنَّ له خصائص علاجية. توفي الصناعي إيبن بايرز في عام 1932 بعد تناوله راديثور بكمياتٍ كبيرة في الفترة ما بين 1927 وحتى 1930.[3][4]
- خُلطت العديد من أنواع معاجين الأسنان بموادٍ مشعةٍ يُزعم أنها تجعل الأسنان أكثر بياضًا، مثل معجون أسنان دوراماد المشع [الإنجليزية].[5]
- أُعلن أنَّ مياه الاستحمام جيدة لأنها عالية النشاط الإشعاعي مما يجعلها «قيّمة علاجيً»، مثلًا، في تقرير ملحق تايمز ستار النيوزيلندي لعام 1912.[6]
- الأواني المنشطة [الإنجليزية]، والتي أضافت الرادون إلى مياه الشرب.[1]
- منازل رمل اليورانيوم، حيث كان يجلس المرضى على مقاعد في غرفة مستديرة تحتوي على أرضية مكونة من رمال مشعة باعتدال (رمال شاطئية مع معادن مطحونة مثل الكارنوتيت عادةً). كانت هذه المنازل شائعةً في يوتا ونيو مكسيكو وكولورادو خلال خمسينيات القرن العشرين.[7]
- رُوّج في أواخر عام 1956 بأنَّ الاستلقاء في صندوقً ضيقً يحتوي على رمالٍ تتضمن خام اليورانيوم [الإنجليزية] يُساعد على علاج التهاب المفاصل والتهاب الجراب والروماتيزم.[8]
- بطاقة التبغ النظيف من نيكو [الإنجليزية] هي جهازٌ صدّرَ من اليابان إلى الولايات المتحدة في ستينيات القرن العشرين، وكان يتألف من بطاقةٍ صغيرةٍ مشربةٌ بخام اليورانيوم، وكان من المقرر وضع البطاقة داخل علبة السجائر، حيث ادعى المنتجون أنَّ الإشعاع المنبعث منها سيقلل من القطران والنيكوتين.
- يُوضع اليورانيوم والثوريوم في العديد من منتجات «الأيونات السالبة» القادمة من شركات التصنيع الصينية. ونظرًا لجرعتها المنخفضة، فإنه من القانوني بيعها في الولايات المتحدة. كانت اللجنة التنظيمية النووية قد ذكرت هذا الأمر عدة مرات.[9]